# Metopina
Metopina é um gênero de insetos, pertencente a família Phoridae.

## Espécies
- Metopina abbreviata
- Metopina aequatoriana
- Metopina alacinia
- Metopina amapaensis
- Metopina andersoni
- Metopina angustiterga
- Metopina australiana
- Metopina braueri
- Metopina ciceri
- Metopina cindybrownae
- Metopina climieorum
- Metopina costalis
- Metopina crassinervis
- Metopina crinita
- Metopina divergens
- Metopina elongata
- Metopina eminentis
- Metopina fenyesi
- Metopina formicomendicola
- Metopina fragilis
- Metopina fumipennis
- Metopina furcans
- Metopina galeata
- Metopina grandimitralis
- Metopina grootaerti
- Metopina heselhausi
- Metopina howseae
- Metopina nepheloptera
- Metopina nevadae
- Metopina obsoleta
- Metopina oligoneura
- Metopina palustris
- Metopina papuana
- Metopina perpusilla
- Metopina pileata
- Metopina porteri
- Metopina psociformis
- Metopina queenslandensis
- Metopina recurvata
- Metopina reflexa
- Metopina rhenana
- Metopina ruthenica
- Metopina speciosa
- Metopina subarcuata
- Metopina tanjae
- Metopina tarsalis
- Metopina trochanteralis
- Metopina tumida
- Metopina ulrichi
- Metopina vanharteni
- Metopina ventralis
- Metopina zikani